# Rembetiko
Rembetiko o Rebétiko (en griego Ρεμπέτικο) es una película de 1983 dirigida por Costas Ferris y escrita por Costas Ferris y Sotiria Leonardou, con música original de Stavros Xarchakos. Coproducción con el Centro Helénico de cinematografía. La película está basada en la vida de la cantante de rebético Marika Ninou.

## Sinopsis
Basada en una historia real, este drama musical discurre a través de los turbulentos 40 años de la vida de Marika Ninou (Sotiria Leonardou), popular cantante de rebético así como también en la historia de Grecia, comenzando con el nacimiento de la cantante en Esmirna, Turquía, en 1918. Marika es deportada a Grecia junto con todos los otros griegos de Esmirna cuando era una niña y, unos años más tarde, sus padres comienzan una carrera como músicos y cantantes en un club nocturno, el club de Tomás (un fumadero), personaje de relevancia en la historia. En el corto espacio de una década, Marika es testigo del asesinato de su madre a manos de su propio padre, por lo que huye de su casa; tiene un hijo, y vuelve al club para cantar en un acto con un amigo de la infancia y con un músico de bouzouki, Babis. 
El éxito finalmente le llega, pero luego el amigo de la infancia de Marika es exiliado por motivos políticos, y ella sigue a Babis a cantar en otros lugares. Aunque Marika tiene una relación con Babis, la misma nunca parece funcionar del todo, y después de que pasan muchos años y la Segunda Guerra Mundial, ella envía a su hija a un colegio de monjas y se va de gira por Estados Unidos. Después de regresar de Estados Unidos, muere acuchillada en una reyerta callejera. 

## Contexto histórico
La cinta, a su comienzo, y a posteriori de los títulos, enmarca el trasfondo político con una larga leyenda en la que hace alusión al origen marginal de la música rebética, la Guerra greco-turca, en la que Esmirna (Turquía) pasa a las manos de los turcos luego del exterminio de gran cantidad de griegos que allí vivían, obligando así al saldo de griegos vivos a emigrar a Grecia (más de un millón). Dicha guerra fue dolorosa debido a que Esmirna tenía allí una población griega muy considerable.  
En el acaecer mismo de estos sucesos, la música rebética comienza a gestar su etapa de mejor desarrollo, originándose en Esmirna y alcanzando su punto cúlmine en Grecia. Como detalla la leyenda del principio de la cinta: «Fue entonces cuando se desarrolló una solidaridad de clase entre los refugiados y los mangues (chulos) del Pireo. En esta convivencia surgió la escuela smirneika y luego, con la oficialización del bouzouki, las corrientes ateniense y pireótica que consagraron al rembétiko como la auténtica canción popular que expresa el sentir de la mayoría de los desheredados».
La película introduce, inclusive, esporádicamente y conforme pasa la historia, imágenes reales que refuerzan esta doble intención narrativa: los sucesos externos (junto con los de los personajes). El primero de ellos, al estilo de los noticieros mudos del cinematógrafo en el que se ve a Giorgakis (otro personaje de gran importancia en la trama) viendo las noticias de la expulsión de los griegos de Esmirna en el Cine París de Pireo, mientras toca su violín. 
Resulta de interés conocer los avatares de la formación y deformación del género musical que lleva por nombre este film.

## Premios
Rembetiko fue nominada al Oso de Oro en la 34ª edición del Festival Internacional de Cine de Berlín en 1984, y ganó el Oso de Plata. Sotiria Leonardou ganó el premio a la Mejor Actriz en 1983 en el Festival Internacional de Cine de Salónica por su interpretación de Ninou y la película ganó como Mejor Película, además de otros tres premios (dos premios a Mejor Actor de Reparto y otro para la música).

## Elenco principal
- Sotiria Leonardou como Marika.
- Nikos Kalogeropoulos como Bambis.
- Michalis Maniatis como Giorgakis.
- Themis Bazaka como Andriana.
- Nikos Dimitratos como Panagis.
- Giorgos Zorbas como Thomas.
- Konstantinos Tzoumas como Yiannis (el mago Juan).
- Vicky Vanita
- Spyros Mavides como Fondas.